# Боре (Ређо Емилија)
Боре (итал. Bore) је насеље у Италији у округу Ређо Емилија, региону Емилија-Ромања.
Према процени из 2011. у насељу је живело 8 становника. Насеље се налази на надморској висини од 719 м.

## Становништво
| 1931. | 1936. | 1951. | 1961. | 1971. | 1981. | 1991. | 2001. | 2011. |
| ----- | ----- | ----- | ----- | ----- | ----- | ----- | ----- | ----- |
| 2.189 | 2.339 | 2.430 | 2.019 | 1.592 | 1.362 | 1.056 | 904   | 799   |